# Agabus nebulosus
Agabus nebulosus é uma espécie de insetos coleópteros pertencente à família Dytiscidae.
A autoridade científica da espécie é Forster, tendo sido descrita no ano de 1771.
Trata-se de uma espécie presente no território português.